# Huemuler

Chiles statsvapen med en huemul till vänster.

Huemuler eller gaffelhjortar (Hippocamelus) är ett släkte i familjen hjortdjur (Cervidae) som förekommer i de sydamerikanska Anderna. Släktet består av två arter.
- Hippocamelus antisensis, lever i Peru, västra Bolivia och norra Chile.
- Hippocamelus bisulcus, förekommer i centrala och södra delar av Chile och Argentina.

Hippocamelus antisensis listas av IUCN som sårbar (VU) och Hippocamelus bisulcus klassificeras som starkt hotad (EN).

## Kännetecken
Bägge arter är ungefär lika stora och har liknande utseende. De har en kroppslängd (huvud och bål) mellan 1,40 och 1,65 meter, en mankhöjd mellan 78 och 90 centimeter, en svanslängd av 11,5 till 13 centimeter och en vikt mellan 45 och 65 kilogram. Pälsens färg är gulbrun. Hanarnas horn är korta och delade i två grenar. Korta extremiteter och klumpig kroppsbyggnad är troligtvis en anpassning till svårtillgängliga bergsregioner. Liksom hos vattenrådjur och myskhjortar har hannar och honor hörntänder men de är inte synliga utanför munnen.
Arterna lever i regioner som är skilda från varandra så att de alltid kan bestämmas korrekt. Dessutom har Hippocamelus bisulcus en något ljusare undersida och en svansundersida som är mörk. Hos Hippocamelus antisenis är svansens undersida vit.

## Habitat
Dessa djur lever i höga bergsområden. Särskilt arten Hippocamelus antisenis förekommer under sommaren i områden 5200 meter över havet. Den övervintrar i områden 2500 meter över havet. Den andra arten Hippocamelus bisulcus lever hela året i områden mellan 1300 och 1700 meter över havet. Ofta hittas huemuler i klippiga regioner men även på ängar och i skogar med buskar som undervegetation.

## Levnadssätt
Huemuler är i motsats till äldre uppgifter från 1970-talet aktiva på dagen. Hippocamelus antisenis lever i grupper med genomsnittligt åtta individer (lite fler vuxna honor än hannar). Dessa grupper är troligtvis inte särskilt utpräglade. Unga och vuxna individer av bägge kön ansluter sig till gruppen eller lämnar den. Däremot visar den andra arten ett beteende som är typiskt för hjortdjur. Det förekommer många individer som lever ensamma. Hanar provar att få kontroll över en grupp honor som försvaras mot konkurrenter. Ibland utgörs flocken av ett enda par och deras ungar.
Fortplantningssättet är främst känt för Hippocamelus antisenis. Parningen sker mellan juni och augusti och efter cirka 240 dagar dräktighet föds ungen mellan februari och april.

## Hot
Bägge arter listas i Washingtonkonventionen (CITES) i appendix I. Däremot listar IUCN bara arten Hippocamelus bisulcus som hotad (endangered) och Hippocamelus antisenis med data saknas (data deficient). Beståndet minskar huvudsakligen på grund av jakt.
Hippocamelus bisulcus hotas huvudsakligen till följd av införande av kronhjort och får som äter samma föda i artens levnadsområde. Dessutom dödas unga individer av förvildade tamhundar. Hela populationen uppskattas till mellan 1300 och 1500 exemplar.

## Övrigt
En huemul visas i Chiles statsvapen med en krona kring hornen. Hippocamelus bisulcus är bredvid kondor en nationell symbol för Chile.
Vid djurens upptäckt var det inte känt att de tillhör hjortdjuren och därför beskrevs de som en blandning mellan häst och kamel. Denna felbedömning visar sig idag i djurens vetenskapliga namn, Hippocamelus, som enligt reglerna hos den internationella kommissionen för artnamn (ICZN) inte får ändras.